# Stavbyvedoucí
Stavbyvedoucí je fyzická osoba, která zabezpečuje odborné vedení provádění stavby na základě smlouvy na tuto činnost (autorizovaná osoba v svobodném povolání) nebo jmenováním na pozici stavbyvedoucího (v zaměstnaneckém poměru), příp. jako osoba s živnostenským oprávněním a se smlouvou vyžadující vedení prací stavbyvedoucím, a má pro tuto činnost oprávnění podle zvláštního právního předpisu.

## Oprávnění k odbornému vedení provádění stavby
Udělování oprávnění k odbornému vedení stavby
(autorizace) se řídí Zákonem č. 360/1992 Sb., o výkonu povolání autorizovaných architektů a o výkonu povolání autorizovaných inženýrů a techniků činných ve výstavbě, ve znění pozdějších předpisů. Podle tohoto zákona je fyzická osoba oprávněna v rozsahu oboru, popřípadě specializace, pro kterou jí byla udělena autorizace, vykonávat činnosti spojené s vedením stavby:
- autorizovaný architekt vést realizaci jednoduché stavby (§ 17 písm. i);
- autorizovaný inženýr vést realizaci stavby (§ 18 písm. h);
- autorizovaný technik vést realizaci stavby (§ 19 písm. d).

Autorizovaný inženýr nebo technik činný v oblasti realizace staveb může používat označení autorizovaný stavitel (§ 13 odst. 1).
Oprávnění uděluje Česká komora architektů a Česká komora autorizovaných inženýrů a techniků činných ve výstavbě (Komora) po úspěšném složení zkoušky odborné způsobilosti a složení předepsaného slibu. Komora zapíše osobu, které byla udělena autorizace, do
seznamu autorizovaných osob vedeného Komorou a vydá této osobě osvědčení o autorizaci s vyznačeným oborem, popřípadě specializací
a razítko s malým státním znakem České republiky (§ 9 odst. 1). Na razítku je titul, jméno, příjmení a číslo v seznamu.

## Stavby vyžadující vedení stavbyvedoucím
Podle Stavebního zákona (SZ) se stavbou rozumí také její část nebo změna dokončené stavby (§ 2 odst. 4 SZ).
 Stavbou není terénní úprava ani údržba stavby.

### Provádění stavby stavebním podnikatelem
Podle Stavebního zákona musí stavbyvedoucí vést každou stavbu nebo změnu dokončené stavby, kterou jako zhotovitel provádí stavební podnikatel (§ 160 odst. 1 SZ). Počet staveb, které stavbyvedoucí řídí, není zákonnou normou stanoven.
Na stavbě nebo na její části je pouze jeden stavbyvedoucí, který je povinen stvrdit vedení stavby uvedením svého jména a příjmení, podpisem a otiskem svého autorizačního razítka na úvodních listech stavebního deníku, který na stavbě vede.
K zajištění řádného výkonu vybraných činností ve výstavbě přesahujících rozsah oboru, příp. specializace, k jejichž výkonu byla autorizované osobě autorizace udělena, je autorizovaná osoba povinna zajistit spolupráci osoby s autorizací v příslušném oboru, příp. specializaci (§ 16 odst. 6 zákona 360/1992 Sb.).

### Provádění stavby svépomocí
Jestliže provádí stavebník stavbu pro bydlení svépomocí, musí si zajistit odborné vedení stavby stavbyvedoucím. To platí i pro svépomocnou změnu stavby, která je kulturní památkou (§ 160 odst. 4 SZ).
Vlastník stavby, která může být dle stavebního zákona odstraněna svépomocí, ale obsahuje azbest, musí zajistit provádění dozoru osobou, jež má oprávnění vést realizaci staveb (stavbyvedoucím) (§ 128 odst. 4 SZ).